# Destruktive vokaler
Destruktive vokaler er det andet studiealbum fra den danske singer-songwriter Peter Sommer, der blev udgivet den 27. marts 2006 på Genlyd og Sony BMG. Titlen stammer fra Nikolaj Stochholms digt af samme navn. Albummet vandt prisen som Årets danske pop udgivelse ved Danish Music Awards i 2007.
Andensinglen "8-6-6-0" er oprindeligt indspillet på albummet Alt er ego (2002) af duoen Superjeg, bestående af Peter Sommer og Carsten Valentin Lassen

## Spor
Alt tekst og musik er skrevet af Peter Sommer.
| #   | Titel                            | Længde |
| --- | -------------------------------- | ------ |
| 1.  | "I morgen er alt muligt" (Intro) | 1:06   |
| 2.  | "Voksende mennesker"             | 3:59   |
| 3.  | "Sang til Bo"                    | 3:45   |
| 4.  | "Man hamrer løs på en åben dør"  | 3:17   |
| 5.  | "Hvorom alting er"               | 2:51   |
| 6.  | "Livets gang i Virkelyst"        | 3:08   |
| 7.  | "Karma"                          | 5:01   |
| 8.  | "8-6-6-0"                        | 3:58   |
| 9.  | "De gamle stoffer"               | 3:44   |
| 10. | "Tænkeboks"                      | 4:08   |
| 11. | "I morgen er alt muligt"         | 6:54   |

## Personel
| - Søren Piper Bigum – elektrisk og akustisk guitar, sitar - Tom Jørgensen – bas - Keld Jørgensen – trommer, percussion - Palle Hjorth – klaver, hammond, mellotron, elektrisk klaver - Peter Sommer – vokal, kor, akustisk guitar, bas - Henrik Balling – klaver, mellotron, synthesizer, elektrisk og akustisk guitar, programmering - Wili Jønsson – kor - Ole Jeppesen – kor og percussion - Lise Westzynthius – klaver - Gunnar Halle – trompet - Joe Caple – trommer - Ian Caple – gutiar - Jakob Berthelsen – teknik - Ossian Ryner – teknik - Niels Thøgersen – ass. teknik | - Indspillet i Feedback Recording i Århus, Hullet samt DR Studierne i København - Masteret af Søren Mikkelsen i Cleansound - Mixet af Ian Caple for Flam - Arrangeret af Henrik Balling & Peter Sommer - Produceret af Henrik Balling - Tekst og musik af Peter Sommer |

## Hitlisteplacering
| Hitliste (2006)    | Højeste placering |
| ------------------ | ----------------- |
| Dansk Album Top-40 | 4                 |